# 古賀一隆
古賀 一隆（こが かずたか、1935年8月30日 - 2011年12月8日）は、日本の元調教師（JRA：美浦トレーニングセンター）、元騎手。

## 人物
福岡県出身（出生地は東京都）。
1953年、中山・古賀嘉蔵厩舎所属の騎手見習いとなり、1956年に同厩舎より騎手デビュー。 4月21日の初騎乗のレースはホウジヨウに騎乗して7着だった。初騎乗からちょうど1年後となる1957年4月21日にイワフネで初勝利を挙げる。
1960年6月26日に中山大障害（春）をロールメリーで制し重賞初勝利を挙げると、その年の秋、10月9日にはロールメリーとのコンビで中山大障害（秋）を制し、春・秋の大障害制覇を果たす。
1963年12月15日、第15回朝日杯三歳ステークスをウメノチカラで優勝。だが、ウメノチカラは4歳以降、伊藤竹男に乗り替わられてしまい、翌年（1964年）のクラシック戦線を共に戦うことは出来なかった。
1965年に西塚十勝厩舎（中山）、1968年には谷栄次郎厩舎（中京）、1971年には宮沢今朝太郎厩舎（中山）と、所属厩舎が変遷する。
1976年に騎手を引退し、宮沢今朝太郎厩舎の調教助手となったのち、1978年に調教師免許を取得、翌年の1979年に厩舎を開業し、5月3日、東京競馬場での第8レースにアローグレースを厩舎所属馬として初出走させ4着となる。調教師としての初勝利は1980年2月10日、東京競馬場第2競走のコガイチヒメで、これがのべ54頭目であった。
1981年7月26日、札幌競馬場での北海道3歳ステークスにコウチオウショウ（津留千彰騎乗）が1着となり、初重賞制覇を果たす。
2006年2月28日付けにて定年により調教師を引退、これに先立つ2月26日に中山競馬場で行われた引退式に参加した。
2011年12月8日、病気により死去。76歳没。

## 騎手戦績
- 2171戦231勝（重賞8勝）

### 主な騎乗馬
- ロールメリー（1960年 中山大障害（春・秋））
- サツマカブト（1962年 アラブ王冠（春））
- クサブエ（1962年 東京障害特別（春））
- ウメノチカラ（1963年 朝日杯3歳ステークス）
- アイエルオー（1965年 東京障害特別（秋））
- マルブツライト（1969年 読売カップ（春））
- サンヨウコウ（1973年 関屋記念）

## 調教師戦績
- 中央競馬：4528戦265勝（重賞2勝）
- 地方競馬：177戦15勝。

（合算：4705戦280勝）

### 主な管理馬
- コウチオウショウ（1981年北海道3歳ステークス）
- ウメノシンオー（1983年ラジオたんぱ賞）

## 親族
古賀家は競馬一家である。
- 子息 - 古賀慎明（JRA調教師）
- 伯父 - 古賀嘉蔵（JRA元調教師）
- 従兄弟 - 古賀正俊（調教助手組合委員長）、古賀俊次（元騎手）
- イトコオジ - 古賀末喜元調教師（その娘婿に古賀史生調教師）